# Barry Ferguson
Barry Ferguson (Hamilton, 2 februari 1978) is een Schotse voetbaltrainer. In februari 2025 werd hij interim-trainer bij Glasgow Rangers na het ontslag van Philippe Clement. Ferguson is ridder in de Orde van het Britse Rijk.

## Glasgow Rangers
In het seizoen 1994/1995 maakte Barry Ferguson voor het eerst deel uit van de selectie van de Rangers. Hij was toen pas 16 jaar oud. Het duurde dan ook twee seizoenen voor dat Ferguson zijn debuut op professioneel niveau speelde. Dit was in de laatste wedstrijd van het seizoen 1996/1997 tegen Heart of Midlothian FC. Na de wedstrijd werd hij uitverkozen tot man van de wedstrijd. Toen in het seizoen 1998/1999 Dick Advocaat de trainer van de club werd, werd Ferguson een vaste kracht binnen het team. In het seizoen 2001/2002 werd hij de jongste aanvoerder ooit van Glasgow Rangers en leidde hij zijn team naar zowel de overwinning in de Scottish League Cup als in de Scottish Cup. Tijdens zijn eerste periode bij de club won Ferguson ook drie landstitels. In 2003 won hij ook nog eens twee persoonlijke prijzen, namelijk de Scottish PFA Players' Player of the Year en de Scottish Football Writers' Association. Dat jaar verliet hij de club om zijn opwachting te maken in de Engelse Premier League. Tijdens zijn eerste periode bij Glasgow Rangers speelde Ferguson 153 wedstrijden. Daarin scoorde hij 24 keer. Tijdens zijn eerste Rangers periode speelde hij onder andere samen met Bert Konterman, Arthur Numan, Michael Mols, Fernando Ricksen, Ronald de Boer en Giovanni van Bronckhorst

## Blackburn Rovers
Voor aanvang van het seizoen 2003/2004 werd Barry Ferguson aangetrokken door de Engelse middenmoter Blackburn Rovers. In totaal betaalde de Blackburnse club 7,5 miljoen pond voor de Schot. Omdat ook Everton FC de middenvelder wilde kopen, ontkende de Rangers in eerste instantie dat er interesse was van de Rovers om een zo hoog mogelijk bod te krijgen. Ferguson kon moeilijk zijn draai vinden bij de club, vanwege heimwee en de slechte prestaties van Blackburn. In een wedstrijd tegen Birmingham City, waarin Ferguson scoorde, leek dit de ommekeer te zijn, maar het noodlot sloeg toe in een overwinning tegen Newcastle United. Hij raakte geblesseerd en was voor de rest van het seizoen uitgeschakeld. In 2004 benoemde coach Graeme Souness Ferguson tot aanvoerder. Dit kon niet verhelpen dat Ferguson, na slecht 16 maanden bij de club te zijn, een transfer terug naar Glasgow wilde. Na een hoop overleg betaalde Glasgow 4,5 miljoen pond voor hun oud-aanvoerder. Ferguson speelde 36 wedstrijden voor Blackburn, waarin hij drie keer doel trof.

## Tweede periode Rangers
Aan het eind van het seizoen 2004/2005 keerde Ferguson weer terug naar zijn oude liefde. Hij werd echter niet meteen weer als aanvoerder benoemd, want dat was toen Nederlander Fernando Ricksen. Een seizoen later werd hij wel weer de captain van het team. Dankzij zijn goede prestaties bij het Schotse nationale team en Glasgow Rangers, werd Ferguson op 17 juni 2006 benoemd tot ridder in de Orde van het Britse Rijk. Ook maakt hij deel uit van de Rangers F.C. Hall of Fame. Op 1 januari 2007 werd Ferguson uit de selectie gezet door toenmalige coach Paul Le Guen, omdat hij niet genoeg respect voor hem zou hem. Dit werd de Franse manager door Fergusons teamgenoten en fans niet in dank afgenomen. Toen Le Guen ontslagen werd, werd Ferguson onmiddellijk weer bij de selectie gevoegd en ook weer tot aanvoerder benoemd. Tot nu toe heeft Ferguson, alle seizoenen opgeteld, 342 wedstrijden voor de Glasgow Rangers gespeeld, waarin hij 50 goals wist te maken.

## Interlandcarrière
Barry Ferguson maakte zijn debuut voor Schotland in de EK-kwalificatiewedstrijd tegen Litouwen op 5 september 1998. Hij viel in die wedstrijd na 55 minuten in voor Darren Jackson en was toen 20 jaar oud. Toen Paul Lambert stopte met voetbal werd Ferguson aanvoerder van het Schotse elftal. Op 3 april 2009 werd bekendgemaakt dat Ferguson samen met doelman McGregor niet langer deel uitmaken van het nationale elftal, nadat de twee spelers V-tekens maakten op de bank tijdens de WK-kwalificatiewedstrijd tegen IJsland. Hij heeft 45 interlands gespeeld. Daarin scoorde hij driemaal.

## Erelijst
- Scottish Premier League: 1999, 2000, 2003, 2005 (Rangers)
- Scottish Cup: 1999, 2000, 2002, 2003 (Rangers)
- Scottish League Cup: 1999, 2002, 2003, 2005 (Rangers)
- Scottish PFA Young Player of the Year: 1999 (Rangers)
- Scottish Football Writers' Association Footballer of the Year: 2000, 2003 (Rangers)
- Scottish PFA Players' Player of the Year: 2003 (Rangers)